# Головний пристрій

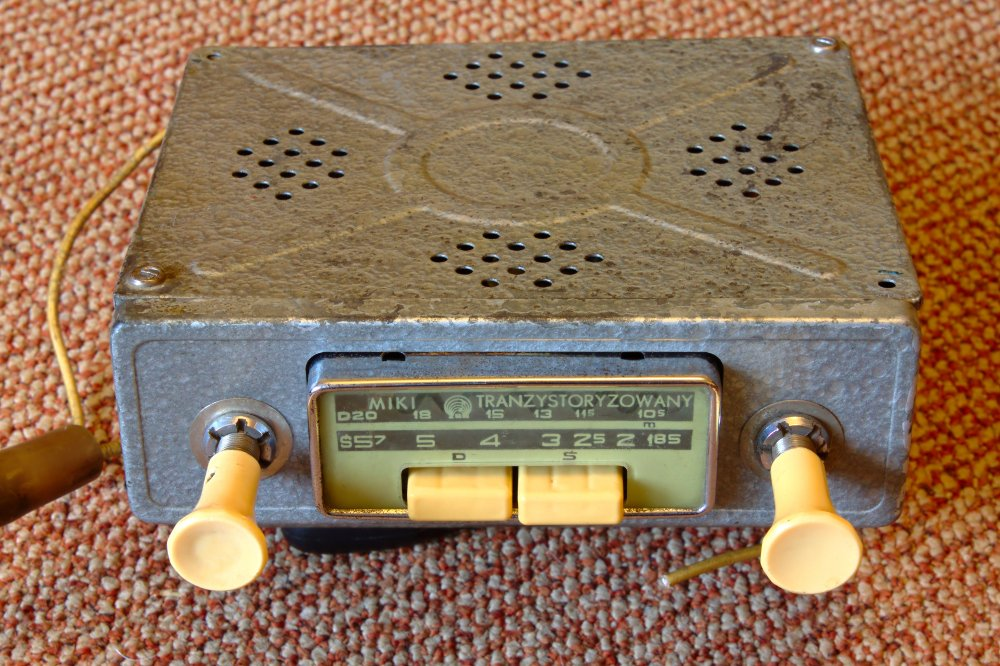
Польський лампово-транзисторний автоприймач Мікі

Головний пристрій (англ. Head unit) — центральна складова частина системи автозвуку або системи домашнього кінотеатру, яка забезпечує єдиний апаратний інтерфейс для різних компонентів електронної системи.

## В автомобілях
Термін «головний пристрій» був уведений у лексикон автомобілістів фахівцями, які професійно займаються автомобільним звуком. Термін введений з метою виведення з ужитку слова «автомагнітола», яка є комбінацією зі звичайного радіоприймача і магнітофона.
У автомобілі головний пристрій зазвичай розташовується в центрі приладової панелі.
Часто головні пристрої є метою крадіжок, тому вони також інтегровані в систему сигналізації автомобіля.
Головні пристрої дають користувачеві можливість контролювати розважальну функціональність автомобіля — радіоприймач (AM/FM, супутник), програвання аудіо (CD, DVD, MP3) і відео (з носіїв або через ТВ-тюнер), Bluetooth-з'єднання, GPS-навігацію, кардрідер.
Багато виробників у нових моделях передбачають контроль за допомогою головного пристрою і за іншими системами автомобіля: освітленням, вентиляцією, рівнем палива і масла, термометром, вивід на екран одометра і сигналів попереджень — фактично перетворюючи головний пристрій у додаткову приладову панель.
Багато сучасних головних пристроїв оснащені чутливими до доторку екранами для зручності використання. Стандартними розмірами для головних пристроїв у Європі, Південній Америці, Австралії та Нової Зеландії є Single DIN ISO 7736 (178x53 мм), в Японії, Великій Британії та Північній Америці Double DIN (178x106 мм).
Найчастіше для з'єднання головного пристрою з електричною системою автомобіля використовують 8-контактний роз'єм ISO 10487.